# Galtara privata
Galtara privata là một loài bướm đêm thuộc phân họ Arctiinae, họ Erebidae.